# Karaağaç (Edirne)
Karaağaç è un sobborgo della città turca di Edirne.

## Geografia
Karaağaç è situata a 4 km a sud-ovest del centro di Edirne, sulla sponda destra del fiume Meriç, a breve distanza dal confine con la Grecia. A 3 km a sud-ovest dall'abitato sorge il valico di frontiera di Pazarkule-Kastanies, oltre di esso sorge il villaggio greco di Kastanies.

## Storia
Nell'aprile 1873 fu inaugurata la stazione di Adrianopoli lungo la linea Costantinopoli-Vienna e nel 1914 fu costruito il fabbricato in stile neoclassico ottomano. 
Al termine della prima guerra mondiale gran parte della Tracia, compresa la città di Adrianopoli, fu assegnata alla Grecia in base alle clausole del trattato di Sèvres del 1920. Tuttavia, dopo la catastrofica sconfitta delle forze elleniche in Anatolia, il governo di Atene fu costretto ad accettare l'armistizio di Mudanya che prevedeva tra i vari punti il ritiro le proprie truppe sulla sponda destra del fiume Evros e la cessione di Adrianopoli e gran parte della Tracia orientale ai Turchi. In seguito a ciò numerosi abitanti di etnia greca di Adrianopoli lasciarono le loro case e si rifugiarono a Karaağaç confidando in una rapida soluzione del problema.
Tuttavia, durante le trattative di pace a Losanna fu chiesto al governo ellenico di risarcire la Turchia per la somma di 4 miliardi di franchi d'oro, trasferire la sede del Patriarcato ecumenico di Costantinopoli in Grecia e di indire un referendum per la sovranità nella Tracia occidentale. Alla risposta negativa dei Greci, un delegato francese propose la cessione ai Turchi dell'area di Karaağaç. Il primo ministro di Atene
Eleutherios Venizelos accettò e così i villaggi di Karaağaç, con la sua importante stazione ferroviaria, Bosna e Demardes furono ceduti definitivamente alla Turchia.
Nel luglio 1923 i 17.000 profughi greci della zona di Karaağaç furono trasferiti in un'area disabitata posta una ventina di km più a valle dove fonderanno la città di Orestiada.
Nel 1971, con il completamento di una nuova ferrovia per la Bulgaria che tagliava il percorso in Grecia e la costruzione della nuova stazione ferroviaria, la vecchia fermata di Karaağaç fu chiusa.

## Monumenti e luoghi d'interesse
- Monumento e Museo del Trattato di Losanna, inaugurato nel 1998.

## Cultura

### Istruzione

#### Università
- Facoltà di Belle Arti dell'Università Trakya, situata nell'edificio dell'ex stazione ferroviaria.